# Négyen a bank ellen
A Négyen a bank ellen (eredeti cím: Vier gegen die Bank) 2016-ban bemutatott német bűnügyi filmvígjáték, amelyet Tripper Clancy forgatókönyvéből Wolfgang Petersen rendezett. A főbb szerepekben Til Schweiger, Matthias Schweighöfer, Michael Herbig és Jan Josef Liefers látható.
Ez volt Petersen második olyan filmje, melyet Ralph Maloney The Nixon Recession Caper című regényéből vitt filmvászonra (az 1976-os Vier gegen die Bank című tévéfilm után). Továbbá ez volt a rendező első német nyelvű filmje A tengeralattjáró (1981) óta, valamint 2022-ben bekövetkezett halála előtti legutolsó filmrendezése is.
Németországban 2016. december 25-én került a mozikba a Warner Bros. forgalmazásában. Magyarországon 2017. október 19-én az ADS Service mutatta be.

## Cselekmény
A bokszoló Chris, Peter, a kiégett színész és Max, a különc reklámszakember ugyanabban a bankban tartják hosszú évek alatt összegyűjtött pénzüket. A bankigazgató meg akar szabadulni neurotikus befektetési tanácsadójától, Tobiastól. Ennek érdekében lenullázza a három férfi bankszámláját. A három férfi és Tobias elhatározza: kirabolják a bankot, hogy visszaszerezzék pénzüket.

## Szereplők
| Szereplő                        | Színész               | Magyar hang     |
| ------------------------------- | --------------------- | --------------- |
| Chris, a boxoló                 | Til Schweiger         | Stohl András    |
| Max, a reklámszakember          | Matthias Schweighöfer | Fehér Tibor     |
| Tobias, a befektetési tanácsadó | Michael Herbig        | Fesztbaum Béla  |
| Peter, a színész                | Jan Josef Liefers     | Széles Tamás    |
| Elisabeth Zollner               | Antje Traue           | Németh Kriszta  |
| Freddie                         | Alexandra Maria Lara  | Orosz Anna      |
| Susanne Schumacher              | Claudia Michelsen     | Bánfalvi Eszter |
| Schumacher                      | Thomas Heinze         | Czvetkó Sándor  |
| Banki alkalmazott               | Chris Theisinger      | Seder Gábor     |
| Twiggy                          | Sven Martinek         | Holl Nándor     |
| Rolfi                           | Tamer Tirasoglu       | Pál Tamás       |
| Ralf Niester                    | Thomas Gimbel         | Kapácsy Miklós  |
| Max apja                        | Bernhard Schütz       | Tarján Péter    |
| Max anyja                       | Swetlana Schönfeld    | Kiss Erika      |
| Diákfilm rendező                | David Schütter        | Moser Károly    |
| Parkolói alkalmazott            | Betty Freudenberg     | Zakariás Éva    |

## Fordítás
- Ez a szócikk részben vagy egészben  a   Vier gegen die Bank (2016 film) című angol Wikipédia-szócikk ezen változatának fordításán alapul.  Az eredeti cikk szerkesztőit annak laptörténete sorolja fel. Ez a jelzés csupán a megfogalmazás eredetét és a szerzői jogokat jelzi, nem szolgál a cikkben szereplő információk forrásmegjelöléseként.